# 1881
| [ Edytuj tabelę ]              | |
| Król Polski (tytularny)        | - 1855 Aleksander II Romanow 1881 - 1881 Aleksander III Romanow 1894                                                                       |
| Emir Afganistanu               | - 1880 Abdur Rahman Chan 1901 |
| Współksiążęta Andory           | - 1879 Salvador Casañas i Pagès 1901 - 1879 Jules Grévy 1887                                                                               |
| Prezydent Argentyny            | - 1880 gen. Julio Argentino Roca 1886 |
| Cesarz Austrii                 | - 1848 Franciszek Józef I 1916 |
| Król Bawarii                   | - 1864 Ludwik II 1886 |
| Król Belgów                    | - 1865 Leopold II 1909 |
| Premier Belgii                 | - 1878 H.-J.-W. Frère-Orban 1884 |
| Prezydent Boliwii              | - 1880 Narciso Campero 1884 |
| Cesarz Brazylii                | - 1831 Pedro II 1889 |
| Sułtan Brunei                  | - 1852 Abdul Momin 1885 |
| Car Bułgarii                   | - 1879 Aleksander I Battenberg 1886 |
| Premier Bułgarii               | - 1880 Petko Karawełow 1881 - 1881 Johan Casimir Ehrnrooth 1881                                                                            |
| Prezydent Chile                | - 1876 Aníbal Pinto 1881 - 1881 Domingo Santa María 1886                                                                                   |
| Cesarz Chin                    | - 1875 Guangxu 1908 |
| Premier Czarnogóry             | - 1879 Božo Petrović-Njegoš 1905 |
| Król Czech                     | - 1848 Franciszek Józef I 1916 |
| Król Danii                     | - 1863 Chrystian IX 1906 |
| Premier Danii                  | - 1875 Jacob Brønnum Scavenius Estrup 1894                                                                                                 |
| Dalajlama                      | - 1876 Thubten Gjaco 1933 |
| Prezydent Dominikany           | - 1880 Fernando Arturo de Meriño 1882 |
| Władca Egiptu                  | - 1879 Taufik Pasza 1892 |
| Premier Egiptu                 | - 1879 Rijad Pasza 1881 - 1881 Muhammad Szarif Pasza 1882                                                                                  |
| Prezydent Ekwadoru             | - 1876 Ignacio de Veintermilla 1883 |
| Cesarz Etiopii                 | - 1871 Jan IV Kassa 1889 |
| Prezydent Francji              | - 1879 Jules Grévy 1887 |
| Premier Francji                | - 1880 Jules Ferry 1881 - 1881 Léon Gambetta 1882                                                                                          |
| Król Grecji                    | - 1863 Jerzy I 1913 |
| Prezydent Gwatemali            | - 1873 Justo Rufino Barrios 1885 |
| Prezydent Haiti                | - 1879 Lysius Salomon 1888 |
| Król Hawajów                   | - 1874 Kalākaua 1891 |
| Król Hiszpanii                 | - 1874 Alfons XII 1885 |
| Premier Hiszpanii              | - 1879 Antonio Cánovas del Castillo 1881 - 1881 Práxedes Mateo Sagasta 1883                                                                |
| Król Holandii                  | - 1849 Wilhelm III 1890 |
| Premier Holandii               | - 1879 Constantijn Theodoor van Lynden van Sandenburg 1883                                                                                 |
| Prezydent Hondurasu            | - 1876 Marco Aurelio Soto 1883 |
| Szach Iranu                    | - 1848 Naser ad-Din Szah 1896 |
| Król Irlandii                  | - 1837 Wiktoria Hanowerska 1901 |
| Cesarz Japonii                 | - 1867 Mutsuhito 1912 |
| Kalif                          | - 1876 Abdülhamid II 1909 |
| Premier Kanady                 | - 1878 John Macdonald 1891 |
| Emir Kataru                    | - 1878 Kasim ibn Muhammad Al Sani 1913 |
| Prezydent Kolumbii             | - 1880 gen. Rafael Núñez 1882 |
| Patriarcha Konstantynopola     | - 1878 Joachim III 1884 |
| Władca Korei                   | - 1863 Kojong 1907 |
| Prezydent Kostaryki            | - 1877 Tomás Guardia Gutiérrez 1882 |
| Emir Kuwejtu                   | - 1866 Abd Allah II 1892 |
| Prezydent Liberii              | - 1878 Anthony Gardiner 1883 |
| Książę Liechtensteinu          | - 1858 Jan II Dobry 1929 |
| Wielki książę Luksemburga      | - 1849 Wilhelm III 1890 |
| Premier Luksemburga            | - 1874 Baron de Blochausen 1885 |
| Sułtan Maroka                  | - 1873 Hassan I 1894 |
| Prezydent Meksyku              | - 1880 Manuel González 1884 |
| Książę Monako                  | - 1856 Karol III 1889 |
| Król Nepalu                    | - 1847 Surendra 1881 - 1881 Prithvi 1911                                                                                                   |
| Premier Nepalu                 | - 1877 Rana Udip Singh Bahadur Rana 1885                                                                                                   |
| Cesarz Niemiec                 | - 1871 Wilhelm I Hohenzollern 1888 |
| Kanclerz Niemiec               | - 1871 Otto von Bismarck 1890 |
| Prezydent Nikaragui            | - 1879 Joaquín Zavala 1883 |
| Król Norwegii                  | - 1872 Oskar II 1905 |
| Premier Nowej Zelandii         | - 1879 John Hall 1882 |
| Sułtan Omanu                   | - 1870 Turki ibn Sa’id 1888 |
| Papież                         | - 1878 Leon XIII 1903 |
| Prezydent Paragwaju            | - 1880 Adolfo Saguier 1881 - 1881 gen. Bernardino Caballero 1886                                                                           |
| Prezydent Peru                 | - 1879 Nicolás de Piérola 1881 - 1881 Francisco García Calderón 1881 - 1881 Lizardo Montero 1883                                           |
| Król Portugalii                | - 1861 Ludwik 1889 |
| Król Prus                      | - 1861 Wilhelm I 1888 |
| Car Rosji                      | - 1855 Aleksander II 1881 - 1881 Aleksander III 1894                                                                                       |
| Książę Rumunii                 | - 1866 Karol I 1881 |
| Król Rumunii                   | - 1881 Karol I 1914 |
| Premier Rumunii                | - 1876 Ion Brătianu 1881 - 1881 Dimitrie Brătianu 1881 - 1881 Ion Brătianu 1888                                                            |
| Król Saksonii                  | - 1873 Albert I Wettyn 1902 |
| Prezydent Salwadoru            | - 1876 Rafael Zaldívar 1885 |
| Kapitanowie Regenci San Marino | - 1880 Settimio Belluzzi Pasquale Busignani 1881 - 1881 Antonio Belluzzi Marino Martelli 1881 - 1881 Domenico Fattori Teodoro Ceccoli 1882 |
| Książę Serbii                  | - 1868 Milan I Obrenowić 1882 |
| Prezydent Szwajcarii           | - 1881 Numa Droz 1881 |
| Król Szwecji                   | - 1872 Oskar II 1907 |
| Premier Szwecji                | - 1880 Arvid Posse 1883 |
| Król Tajlandii                 | - 1868 Chulalongkorn 1910 |
| Król Tonga                     | - 1875 Jerzy Tupou I 1893 |
| Premier Tonga                  | - 1881 Shirley Waldemar Baker 1890 |
| Sułtan Turków                  | - 1876 Abdülhamid II 1909 |
| Prezydent Urugwaju             | - 1880 Francisco Antonino Vidal 1882 |
| Prezydent USA                  | - 1877 Rutherford Hayes 1881 - 1881 James Garfield 1881 - 1881 Chester Arthur 1885                                                         |
| Prezydent Wenezueli            | - 1879 Antonio Guzmán Blanco 1884 |
| Król Węgier                    | - 1848 Franciszek Józef I 1916 |
| Premier Węgier                 | - 1875 Kálmán Tisza 1890 |
| Monarcha Wielkiej Brytanii     | - 1837 Wiktoria 1901 |
| Premier Wielkiej Brytanii      | - 1880 William Ewart Gladstone 1885 |
| Cesarz Wietnamu                | - 1847 Tự Đức 1883 |
| Król Włoch                     | - 1878 Humbert I 1900 |

Rok 1881 / MDCCCLXXXI
stulecia: XVIII wiek ~
XIX wiek ~
XX wiek

dziesięciolecia:
1850–1859 •
1860–1869 •
1870–1879 •
1880–1889
• 1890–1899
• 1900–1909
• 1910–1919

lata: 1871 «
1876 «
1877 «
1878 «
1879 «
1880 «
1881
» 1882
» 1883
» 1884
» 1885
» 1886
» 1891

## Wydarzenia w Polsce
- 17 lutego – Ferdynand Weigel został prezydentem Krakowa.
- 18 lutego – nieznani sprawcy podpalili Starą Synagogę w Szczecinku.
- 12 lipca – powstała Kasa im. Józefa Mianowskiego – Fundacja Popierania Nauki.
- 18 sierpnia – Henryk Sienkiewicz poślubił Marię Szetkiewiczównę.
- 3 września – otwarto Teatr Nowy w Warszawie.
- 20 listopada – powstało Koło Geografów Uniwersytetu Jagiellońskiego – najstarsza w Polsce geograficzna organizacja studencka.
- 1 grudnia – powstała KWK „Centrum” w Bytomiu.
- 25 grudnia – Warszawa: podczas trwającej w kościele św. Krzyża mszy świątecznej wybuchła panika spowodowana fałszywym alarmem pożarowym, w wyniku której zostało zadeptanych 20 osób. Plotka o wywołaniu alarmu przez przyłapanego na kradzieży kieszonkowej Żyda doprowadziła do pogromu, w którym zginęły 2 osoby, 24 zostały ranne, a około 10 tys. Żydów poniosło znaczne straty finansowe.

## Wydarzenia na świecie
- 4 stycznia – powstała japońska żandarmeria wojskowa Kempeitai.
- 16 stycznia – na zamku Markree w irlandzkim hrabstwie Sligo zmierzono najniższą temperaturę w historii wyspy (–19,1 °C).
- 17 stycznia – wojna o Pacyfik: wojska chilijskie zdobyły stolicę Peru, Limę.
- 28 stycznia – I wojna burska: zwycięstwo armii burskiej nad Brytyjczykami w bitwie na przełęczy Laing.
- 8 lutego – I wojna burska: zwycięstwo wojsk burskich nad brytyjskimi w bitwie pod Ingogo.
- 10 lutego – w Paryżu odbyła się premiera opery Opowieści Hoffmanna Jacques’a Offenbacha.
- 24 lutego – Rosja i Chiny zawarły w Sankt Petersburgu układ ustanawiający wspólną granicę w rejonie rzeki Ili.
- 27 lutego:
  - I wojna burska: klęska Anglików w bitwie na wzgórzu Majuba.
  - Wilhelm Hohenzollern (późniejszy cesarz niemiecki i król Prus Wilhelm II) poślubił księżniczkę Augustę Wiktorię.
- 4 marca – James Garfield został 20. prezydentem Stanów Zjednoczonych.
- 13 marca – car Rosji Aleksander II Romanow zginął w wyniku zamachu bombowego przeprowadzonego na Newskim Prospekcie w Petersburgu przez działacza Narodnej Woli Polaka Ignacego Hryniewieckiego, który również poniósł śmierć.
- 14 marca – powstało Królestwo Rumunii.
- 23 marca – podpisano traktat pokojowy kończący I wojnę burską.
- 26 marca:
  - Rumunia została ogłoszona monarchią, pierwszym królem został Karol I.
  - w wieku 20 lat w Madison w stanie Wisconsin padła samica bielika amerykańskiego o imieniu Old Abe, która była maskotką 8. Regimentu Piechoty Ochotniczej z Wisconsin w trakcie wojny secesyjnej i której wizerunek stanowi obecnie element godła elitarnej 101. Dywizji Powietrznodesantowej.
- 30 marca – w amerykańskim magazynie satyrycznym Puck pojawiły się pierwsze emotikony.
- 3 kwietnia – w trzęsieniu ziemi o sile 7,3 stopnia w skali Richtera na greckiej wyspie Chios i pobliskim wybrzeżu tureckim zginęło 7866 osób.
- 11 kwietnia – założono niemiecki klub piłkarski Schwarz-Weiß Essen.
- 15–16 kwietnia – w Jelizawietgradzie (dzisiejszym Kropywnyćkim) na Ukrainie doszło do pogromu Żydów.
- 18 kwietnia – otwarto Muzeum Historii Naturalnej w Londynie.
- 22 kwietnia – Dimitrie Brătianu został premierem Rumunii.
- 26 kwietnia – założono Morawsko-Śląskie Sudeckie Towarzystwo Górskie.
- 8 maja – uruchomiono konną komunikację tramwajową w niemieckim Augsburgu.
- 12 maja – Tunezja stała się protektoratem Francji.
- 16 maja – w Groß-Lichterfelde (wówczas miasteczko na przedmieściach Berlina, dziś dzielnica Berlina) Werner von Siemens oddał do użytku pierwszą linię tramwaju elektrycznego.
- 17 maja – Prithvi Bir Bikram Shah Dev został królem Nepalu.
- 21 maja – założono Amerykański Czerwony Krzyż (ARC).
- 22 maja – została odkryta kometa długookresowa C/1881 K1.
- 25 maja – przyjęto hymn Wenezueli.
- 29 maja – Agostino Depretis został po raz trzeci premierem Włoch.
- 13 czerwca – na Morzu Wschodniosyberyjskim został zgnieciony przez lód statek USS „Jeannette” z wyprawą badawczą pod dowództwem George’a Washingtona De Longa. Podczas próby wydostania się na saniach i łodziach na brzeg syberyjski i następnie z wyczerpania na lądzie zginęła większość członków wyprawy, w tym dowódca.
- 29 czerwca:
  - sudański kaznodzieja Muhammad Ahmad Ibn Abd Allah, przybrał samowolnie tytuł Mahdiego i wzniecił pierwsze w Afryce zakończone sukcesem powstanie przeciwko europejskim kolonizatorom.
  - papież Leon XIII wydał encyklikę Diuturnum illud o pochodzeniu władzy cywilnej.
- 1 lipca – pierwsze międzynarodowe połączenie telefoniczne pomiędzy miejscowościami St. Stephen w Kanadzie a Calais w USA.
- 2 lipca – na waszyngtońskim dworcu kolejowym adwokat Charles J. Guiteau śmiertelnie postrzelił Jamesa Garfielda, dwudziestego prezydenta Stanów Zjednoczonych.
- 14 lipca – Dziki Zachód: szeryf Pat Garrett zastrzelił rewolwerowca Billy Kida.
- 4 sierpnia – temperatura w Sewilli osiągnęła +50,0 °C. Była to najwyższa odnotowana temperatura w historii Hiszpanii i Europy.
- 19 września – Chester Arthur został 21. prezydentem USA.
- 1 października – założono klub piłkarski Girondins Bordeaux.
- 2 października – w amerykańskim New Haven założono największą na świecie katolicką organizację świecką o charakterze charytatywnym, Zakon Rycerzy Kolumba.
- 10 października – ukazała się ostatnia książka Karola Darwina: O tworzeniu się gleby w następstwie działania dżdżownic oraz obserwacje nad ich zachowaniem się.
- 26 października – w Tombstone (Arizona) miała miejsce strzelanina w O.K. Corral, w której brał udział jeden z najsłynniejszych rewolwerowców Wyatt Earp.
- 4 grudnia – ukazał się pierwszy numer Los Angeles Times.
- 8 grudnia – pożar w Ringtheater w Wiedniu; zginęło ok. 400 osób.
- 19 grudnia – w Brukseli odbyła się prapremiera opery Herodiada Jules’a Masseneta.

- Pierwszy na świecie zabieg resekcji żołądka z powodu owrzodzenia dokonany przez Ludwika Rydygiera.
- Odtajnienie Archiwum Watykańskiego przez Papieża Leona XIII.
- Największe miasta świata: Londyn (3452 tys. mieszkańców), Paryż (2269 tys.), Pekin (1649 tys.), Kanton (ok. 1500 tys.), Nowy Jork (1206 tys.), Wiedeń (1104 tys.) i Nankin (ok. 1000 tys.).

## Urodzili się
- 4 stycznia – Wilhelm Lehmbruck, niemiecki rzeźbiarz (zm. 1919)
- 5 stycznia – Pau Gargallo, kataloński rzeźbiarz (zm. 1934)
- 8 stycznia:
  - Stanisław Bagiński, polski adwokat, polityk, poseł na Sejm Ustawodawczy (zm. 1941?)
  - Maria Sagrario od św. Alojzego Gonzagi, hiszpańska karmelitanka, męczennica, błogosławiona (zm. 1936)
  - Józef Stabrawa, polski duchowny katolicki, działacz społeczny i samorządowy (zm. 1942)
- 14 stycznia – Francis Gladheim Pease, amerykański astronom (zm. 1938)
- 15 stycznia:
  - Tadeusz Stanisław Grabowski, polski historyk literatury, dyplomata (zm. 1975)
  - Witold Łuniewski, polski psychiatra (zm. 1943)
- 16 stycznia – Sigurd Agrell, szwedzki poeta i interpretator palindromu z Pompei (zm. 1937)
- 17 stycznia – Antoni Łomnicki, polski matematyk (zm. 1941)
- 25 stycznia:
  - Emil Ludwig, niemiecki pisarz (zm. 1948)
  - Stanisław Pilat, polski chemik, wykładowca akademicki (zm. 1941)
- 26 stycznia – Walter Krueger, amerykański generał i dowódca wojskowy (zm. 1967)
- 29 stycznia:
  - Alice Evans, amerykańska mikrobiolog (zm. 1975)
  - Dawid Galván Bermúdez, meksykański duchowny katolicki, męczennik, święty (zm. 1915)
- 3 lutego – Harry Edwin Wood, południowoafrykański astronom (zm. 1946)
- 4 lutego:
  - Fernand Léger, francuski malarz związany z kubizmem (zm. 1955)
  - Jakow Protazanow, rosyjski reżyser i scenarzysta filmowy (zm. 1945)
  - Klimient Woroszyłow, radziecki wojskowy, polityk, działacz komunistyczny, marszałek ZSRR (zm. 1969)
- 6 lutego - Eline Eriksen, duńska modelka (zm. 1963)
- 21 lutego – Waldemar Bonsels, niemiecki pisarz (zm. 1952)
- 23 lutego – Tytus Brandsma, holenderski zakonnik, męczennik, błogosławiony katolicki (zm. 1942)
- 25 lutego – Aleksiej Rykow, radziecki polityk, premier ZSRR (zm. 1938)
- 1 marca - Amelia Greenwald, amerykańska pielęgniarka (zm. 1966)
- 2 marca - Aline Réveillaud de Lens, francuska pisarka i malarka (zm. 1925)
- 13 marca – Stefan Torma, podpułkownik taborów Wojska Polskiego (zm. 1924)
- 16 marca – Jan Witkiewicz, polski architekt, konserwator zabytków (zm. 1958)
- 23 marca – Roger Martin du Gard, pisarz francuski, laureat Nagrody Nobla w dziedzinie literatury (zm. 1958)
- 25 marca – Béla Bartók, węgierski kompozytor i pianista (zm. 1945)
- 28 marca – Henri Grappin, francuski pisarz (zm. 1959)
- 1 kwietnia:
  - Octavian Goga, rumuński poeta i dramaturg, dziennikarz, nacjonalistyczny polityk, premier Rumunii w l. 1937-1938 (zm. 1938)
  - Stanisław Cyganiewicz, polski zapaśnik, promotor sportowy (zm. 1967)
- 7 kwietnia - Ana Marinković, serbska malarka (zm. 1973)
- 16 kwietnia – Anzelm Polanco Fontecha, hiszpański augustianin, biskup, męczennik, błogosławiony katolicki (zm. 1939)
- 18 kwietnia – Izydor De Loor, belgijski pasjonista, błogosławiony katolicki (zm. 1916)
- 27 kwietnia – Wlastimil Hofman, polski malarz (zm. 1970)
- 29 kwietnia – Eugen Franz, niemiecki rewizor, działacz polityczny i społeczny, poseł na Sejm RP (zm. 1937)
- 4 maja – Aleksander Kiereński (ros. Александр Фёдорович Керенский), rosyjski polityk (zm. 1970)
- 5 maja – Hakaru Hashimoto, japoński chirurg (zm. 1934)
- 20 maja – Władysław Sikorski, generał i polityk, premier rządu w latach 1922–1923 oraz 1939–1943, Wódz Naczelny Wojska Polskiego w latach 1939–1943 (zm. 1943)
- 9 czerwca – Iwan Łuckiewicz (biał. Іва́н Луцке́віч), białoruski działacz narodowy (zm. 1919)
- 21 czerwca – Wojciech Świętosławski, polski chemik, biofizyk i polityk (zm. 1968)
- 4 lipca – Tadeusz Ostrowski, polski lekarz, chirurg, taternik (zm. 1941)
- 5 lipca: 
  - August Hlond, prymas Polski (zm. 1948)
  - Thomas Parnell, amerykański naukowiec, fizyk (zm. 1948)
- 7 lipca – Marthe Jordán, francuska alpinistka i taterniczka (zm. 1959)
- 13 lipca:
  - Karol Englisch, polski prawnik, wybitny taternik (zm. 1945)
  - Jan Obrąpalski, polski inżynier energetyk (zm. 1958)[1]
- 22 lipca – Bolesław Wieniawa-Długoszowski, polski generał i dyplomata, adiutant Józefa Piłsudskiego (zm. 1942)
- 31 lipca – Ignacy Kaczmarek (zm. 1944)
- 3 sierpnia – Elias Corneliussen, norweski admirał (zm. 1951)
- 6 sierpnia – Alexander Fleming, szkocki bakteriolog i lekarz, wynalazca penicyliny (zm. 1955)
- 8 sierpnia – Bonawentura Lenart, polski grafik, liternik, konserwator, profesor Akademii Sztuk Pięknych w Warszawie (zm. 1973)
- 9 sierpnia - Adele Bloch-Bauer, australijska działaczka społeczna, filantropka (zm. 1925)
- 11 sierpnia – Eugeniusz Nawroczyński, polski prawnik, nauczyciel, działacz endecki i oświatowy (zm. 1942)
- 15 sierpnia – Thomas Wedge, brytyjski rugbysta, medalista olimpijski (zm. 1964)
- 19 sierpnia – George Enescu, rumuński kompozytor, skrzypek, dyrygent, pianista i pedagog (zm. 1955)
- 21 sierpnia – Maria Antonina Kratochwil, polska zakonnica, męczennica, błogosławiona katolicka (zm. 1942)
- 22 sierpnia - Agnes Pelton, amerykańska malarka abstrakcyjna (zm. 1961)
- 23 sierpnia – Franciszek Adolf Acher, polski agronom, ogrodnik, działacz społeczny pochodzenia niemieckiego (zm. 1958)
- 29 sierpnia – Pat Harrison, amerykański polityk, senator ze stanu Missisipi (zm. 1941)
- 1 września – Bob Craig, australijski rugbysta, medalista olimpijski (zm. 1935)
- 9 września – Aniela Salawa, błogosławiona (zm. 1922)
- 10 września – Willy Gilbert, norweski żeglarz, medalista olimpijski (zm. 1956)
- 12 września:
  - Curt Andstén, fiński żeglarz, olimpijczyk (zm. 1926)
  - Lucjan Ballenstedt, polski inżynier, specjalista w zakresie mechaniki budowli, projektant mostów (zm. 1958)
- 15 września – Ettore Bugatti, włoski projektant i konstruktor samochodów (zm. 1947)
- 16 września - Antoni Mińkiewicz, polski inżynier górnik, działacz społeczny, polityk (zm. 1920)
- 18 września:
  - Paweł Bluszcz, polski górnik, działacz związkowy i komunistyczny (zm. 1944)[2]
  - Piotr Ruiz de los Paños y Ángel, hiszpański duchowny katolicki, męczennik, błogosławiony (zm. 1936)
- 29 września – Ludwig von Mises, austriacki ekonomista (zm. 1973)
- 1 października – William Edward Boeing, amerykański przemysłowiec, konstruktor lotniczy i pilot (zm. 1956)
- 5 października – Franciszek Pianzola, włoski duchowny katolicki, błogosławiony (zm. 1943)
- 12 października – John Joseph Wardell Power, australijski lekarz i malarz modernistyczny (zm. 1943)
- 15 października – Wincenty Sales Genovés, hiszpański jezuita, męczennik, błogosławiony katolicki (zm. 1936)
- 17 października – Maria Dulęba, polska aktorka (zm. 1959)
- 20 października – George Snedecor, amerykański matematyk i statystyk (zm. 1974)
- 25 października – Pablo Picasso, jeden z najwybitniejszych artystów XX wieku (zm. 1973)
- 28 października – Karol Niemira, polski duchowny katolicki, biskup pomocniczy piński (zm. 1965)
- 16 listopada – Domenico Alaleona, włoski kompozytor (zm. 1928)
- 21 listopada – Franciszek Calvo Burillo, hiszpański dominikanin, męczennik, błogosławiony katolicki (zm. 1936)
- 25 listopada – Angelo Giuseppe Roncalli, papież Jan XXIII (zm. 1963)
- 26 listopada – Tadeusz Tomaszewski, polski prawnik, polityk, premier RP na uchodźstwie (zm. 1950)
- 27 listopada – Maria Czerkawska, polska poetka i nowelistka (zm. 1973)
- 28 listopada – Stefan Zweig, austriacki poeta, prozaik, dramaturg i tłumacz (zm. 1942)
- 7 grudnia:
  - Marian Falski, polski pedagog i działacz oświatowy, autor Elementarza (zm. 1974)
  - Maria Pia Mastena, włoska zakonnica, błogosławiona katolicka (zm. 1951)
- 12 grudnia – Harry Warner, amerykański przedsiębiorca, współzałożyciel wytwórni filmowej Warner Bros. (zm. 1958)
- 14 grudnia:
  - Jacob Björnström, fiński żeglarz, medalista olimpijski (zm. 1935)
  - Katherine MacDonald, amerykańska aktorka, producentka filmowa (zm. 1956)
- 17 grudnia:
  - Franciszka Aldea Araujo, hiszpańska zakonnica, męczennica, błogosławiona katolicka (zm. 1936)
  - Mieczysław Orłowicz, polski doktor prawa, z zamiłowania krajoznawca i popularyzator turystyki (zm. 1959)
- 23 grudnia:
  - Juan Ramón Jiménez, hiszpański poeta, laureat Nagrody Nobla (zm. 1958)
  - Gunnar Tallberg, fiński żeglarz, medalista olimpijski (zm. 1931)
- 26 grudnia – Aniela Zagórska, polska tłumaczka dzieł Josepha Conrada (zm. 1943)
- 27 grudnia – Maria Teresa Fasce, włoska augustianka, błogosławiona katolicka (zm. 1947)

- data dzienna nieznana: 
  - Mustafa Kemal Atatürk, turecki wojskowy, polityk, premier i prezydent Turcji (zm. 1938)
  - Jolán Adriányi-Borcsányi, węgierska taterniczka (zm. 1930)
  - Imre Barcza, węgierski taternik (zm. 1938)
  - Magdalena Du Fengju, chińska męczennica, święta katolicka (zm. 1900)
  - Richard Jackett, brytyjski rugbysta, medalista olimpijski (zm. 1960)
  - James Jose, brytyjski rugbysta, medalista olimpijski (zm. 1963)
  - Mieczysław Lerski, polski taternik, narciarz, inżynier (zm. 1945)
  - Claude Whittindale, brytyjski rugbysta, medalista olimpijski (zm. 1907)
  - Piotr Zhu Rixin, chiński męczennik, święty katolicki (zm. 1900)

## Zmarli
- 1 stycznia – Louis Auguste Blanqui, francuski działacz i przywódca rewolucyjny (ur. 1805)
- 19 stycznia – Herkules Dembowski, włoski astronom polskiego pochodzenia (ur. 1812)
- 25 stycznia – Teodor Tripplin, polski pisarz i podróżnik, prekursor fantastyki naukowej (ur. 1812)
- 3 lutego:
  - John Gould, angielski ornitolog, badacz „zięb Darwina” (ur. 1804)
  - Florentyna Włoszkowa, polska literatka, tłumaczka, nauczycielka (ur. 1844)
- 5 lutego – Thomas Carlyle, szkocki pisarz społeczny, historyk i filozof historii (ur. 1795)
- 6 lutego – Konstantin Thon (ros. Константин Андреевич Тон), rosyjski architekt, twórca stylu bizantyjsko-rosyjskiego (ur. 1794)
- 9 lutego – Fiodor Dostojewski (ros. Фёдор Михайлович Достоевский), rosyjski pisarz (ur. 1821)
- 25 lutego – August Treboniu Laurian, rumuński językoznawca, historyk, publicysta i polityk (ur. 1810)
- 13 marca – Aleksander II, car Rosji (ur. 1818)
- 26 marca – Florian Ceynowa, kaszubski działacz narodowy, lekarz, badacz folkloru i języka kaszubskiego (ur. 1817)
- 28 marca – Modest Musorgski (ros. Моде́ст Петро́вич Му́соргский), rosyjski kompozytor (ur. 1839)
- 29 marca – Karl Weyprecht, oficer marynarki wojennej Austro-Węgier, austriacki geofizyk, badacz polarny, odkrywca Ziemi Franciszka Józefa (ur. 1838)
- 13 kwietnia – Karol Scheibler, łódzki przemysłowiec (ur. 1820)
- 19 kwietnia – Benjamin Disraeli, polityk brytyjski, premier (ur. 1804)
- 28 kwietnia – Ján Botto, słowacki poeta romantyczny (ur. 1829)
- 30 kwietnia – Paulina von Mallinckrodt, niemiecka zakonnica, założycielka Sióstr Chrześcijańskiej Miłości, błogosławiona katolicka (ur. 1817)
- 14 maja – Maria Dominika Mazzarello, włoska zakonnica, współzałożycielka salezjanek, święta katolicka (ur. 1837)
- 18 maja – Alfred Barratt, brytyjski filozof i barrister (ur. 1844)
- 27 maja – Maciej Hirschler, polski duchowny katolicki, biskup przemyski (ur. 1807)
- 1 lipca – Henri Étienne Sainte-Claire Deville, francuski inżynier chemik, autor przemysłowych metod otrzymywania glinu i magnezu (ur. 1818)
- 17 lipca – James Bridger, amerykański traper, handlarz futer, zwiadowca, jeden ze słynnych ludzi Dzikiego Zachodu (ur. 1804)
- 21 lipca – Ferdinand Keller, szwajcarski archeolog (ur. 1800)
- 11 sierpnia – Jane Digby, brytyjska arystokratka, kochanka króla Bawarii, Ludwika I, i króla Grecji, Ottona I (ur. 1807)
- 17 sierpnia – Maria Elżbieta Turgeon, kanadyjska zakonnica, błogosławiona katolicka (ur. 1840)
- 19 września – James Abram Garfield, 20. prezydent USA (ur. 1831)
- 10 października – Daniel Comboni, włoski biskup misjonarz, święty (ur. 1831)
- 21 października – Heinrich Eduard Heine, niemiecki matematyk, autor twierdzenia Heinego-Borela (ur. 1821)
- 30 października – George De Long, amerykański badacz Arktyki (ur. 1844)
- 2 listopada – Jan Nepomucen Bobrowicz, polski kompozytor i wirtuoz muzyki gitarowej (ur. 1805)

- 20 listopada - Adolf Dux, węgierski pisarz, tłumacz i publicysta pochodzenia żydowskiego (ur. 1822)
- 23 listopada – Nikołaj Pirogow (ros. Николай Иванович Пирогов), rosyjski lekarz, pionier nowoczesnej chirurgii (ur. 1810)
- 13 grudnia – August Šenoa, chorwacki pisarz, poeta, krytyk literacki, felietonista i tłumacz (ur. 1838)

## Święta ruchome
- Tłusty czwartek: 24 lutego
- Ostatki: 1 marca
- Popielec: 2 marca
- Niedziela Palmowa: 10 kwietnia
- Pamiątka śmierci Jezusa Chrystusa: 14 kwietnia
- Wielki Czwartek: 14 kwietnia
- Wielki Piątek: 15 kwietnia
- Wielka Sobota: 16 kwietnia
- Wielkanoc: 17 kwietnia
- Poniedziałek Wielkanocny: 18 kwietnia
- Wniebowstąpienie Pańskie: 26 maja
- Zesłanie Ducha Świętego: 5 czerwca
- Boże Ciało: 16 czerwca